# Mount Riddolls
Mount Riddolls är ett berg i Antarktis. Det ligger i Östantarktis. Nya Zeeland gör anspråk på området. Toppen på Mount Riddolls är 3 295 meter över havet. Mount Riddolls ingår i Victory Mountains.
Terrängen runt Mount Riddolls är bergig söderut, men norrut är den kuperad. Mount Riddolls är den högsta punkten i trakten. Trakten är obefolkad. Det finns inga samhällen i närheten. 